# (4931) Tomsk
(4931) Tomsk ist ein Asteroid des mittleren Hauptgürtels, der am 11. Februar 1980 von dem belgischen Astronomen Henri Debehogne und dem italienischen Astronomen Giovanni de Sanctis am La-Silla-Observatorium der Europäischen Südsternwarte in Chile (IAU-Code 809) entdeckt wurde.
Die Umlaufbahn des Asteroiden um die Sonne hat mit 0,2810 eine hohe Exzentrizität. Die Sonnenumlaufbahn ist mit mehr als 23° stark gegenüber der Ekliptik des Sonnensystems geneigt. Der mittlere Durchmesser des Asteroiden wurde mit 7,618 (±0,151) Kilometer berechnet, die Albedo mit 0,328 (±0,047).
Die Lichtkurve von (4931) Tomsk wurde an drei Tagen im März 2016 untersucht. Bei Beobachtungen am Shed of Science Observatory in Minneapolis und am Perth-Observatorium in Western Australia konnte die Rotationsperiode jedoch nicht bestimmt werden.
Der Asteroid wurde am 6. Februar 1993 auf Vorschlag von Henri Debehogne nach der sibirischen Stadt Tomsk benannt. Debehogne hatte mit Wissenschaftlern der Staatlichen Universität Tomsk im Bereich Himmelsmechanik zusammengearbeitet.